# Cochliolepis albicerata
Cochliolepis albicerata is een slakkensoort uit de familie van de Tornidae. De wetenschappelijke naam van de soort is voor het eerst geldig gepubliceerd in 1966 door Ponder.